# Przetwarzanie danych

System przetwarzania danych

Przetwarzanie danych (ang. data processing) – przekształcanie treści i postaci danych wejściowych (ang. input) metodą wykonywania systematycznych operacji w celu uzyskania wyników (ang. output) w postaci z góry określonej.
Wyróżnia się przetwarzanie numeryczne (stosunkowo skomplikowane algorytmy i niewielkie ilości danych) oraz systemowe (stosunkowo proste algorytmy i duże ilości danych).
Dziedziną nauki zajmującą się przetwarzaniem danych jest informatyka.